# Enoploides longispiculosus
Enoploides longispiculosus is een rondwormensoort uit de familie van de Thoracostomopsidae. De wetenschappelijke naam van de soort is voor het eerst geldig gepubliceerd in 1967 door Vitiello.